# Khodoriv
Khodoriv (em ucraniano:  Ходорів; em polonês/polaco:  Chodorów) é uma cidade da Ucrânia, situada no Oblast de Leópolis. Tem 8,25 km² de área e sua população em 2020 foi estimada em 9.255 habitantes.